# 白石市議会
白石市議会（しろいししぎかい）は、宮城県白石市の地方議会である。

## 概要
- 定数：16人[1]
- 任期：4年。議会解散が実施されれば任期満了前であっても議員任期は終了する。
- 前回選挙：2023年（令和5年）7月23日投開票[2]

- 選挙区：市全体を1選挙区とする大選挙区制（単記非移譲式）
- 所在地：宮城県白石市大手町1番1号 白石市役所5階
- 主な役割：審議、議決、一般質問、代表質問、同意、市政のチェック、請願や陳情の審査、意見書の提出、調査研究、充て職、行政行事出席、行政視察等

### 委員会[3]
- 議会運営委員会
- 議会広報委員会
- 図書室運営委員会

#### 常任委員会
- 総務産業建設常任委員会
- 厚生文教常任委員会

#### 特別委員会
- 予算審査特別委員会
- 決算審査特別委員会

### 定例会
- 3月、6月、9月、12月[4]

### 事務局
- 議会事務局[5]

## 会派
| 会派名       | 議員数 | 女性議員数 |
| ------------ | ------ | ---------- |
| 新風未来の会 | 8      | 1          |
| 自民市民の会 | 4      | 0          |
| 信志の会     | 2      | 1          |
| 日本共産党   | 1      | 0          |
| 公明党       | 1      | 0          |
| 計           | 16     | 2          |

（令和7年3月10日現在）

## 議員報酬等
| 役職   | 議員報酬        | 政務活動費 |
| ------ | --------------- | ---------- |
| 議長   | 月額 45万5000円 | 月額 5千円 |
| 副議長 | 月額 38万4000円 | 月額 5千円 |
| 議員   | 月額 36万1000円 | 月額 5千円 |

- 別途、年2回期末手当あり
- 政務活動費の残金は市に返還する義務がある
- 議員年金は2011年（平成23年）6月1日で廃止されている